# Bodensee (schip, 1993)
De Bodensee is een motortankschip dat geschikt is om ook op groot water te varen. Dat het daarom sterker gebouwd is dan voor een binnenschip gebruikelijk is, werd duidelijk toen het in het nieuws kwam. Het schip heeft op 15 mei 2021 rond 0:10 uur het beweegbare deel van de Gerrit Krolbrug op het Van Starkenborghkanaal volledig van zijn plek gevaren. Bij de aanvaring was er aan het schip geen zichtbare schade. De pontonbrug daarentegen is uit zijn scharnier gescheurd, raakte door de aanvaring zwaar beschadigd en kon niet meer worden bediend.
Het schip kwam van Straatsburg en was met een Tsjechische schipper onderweg naar de Eemshaven.

## Externe links

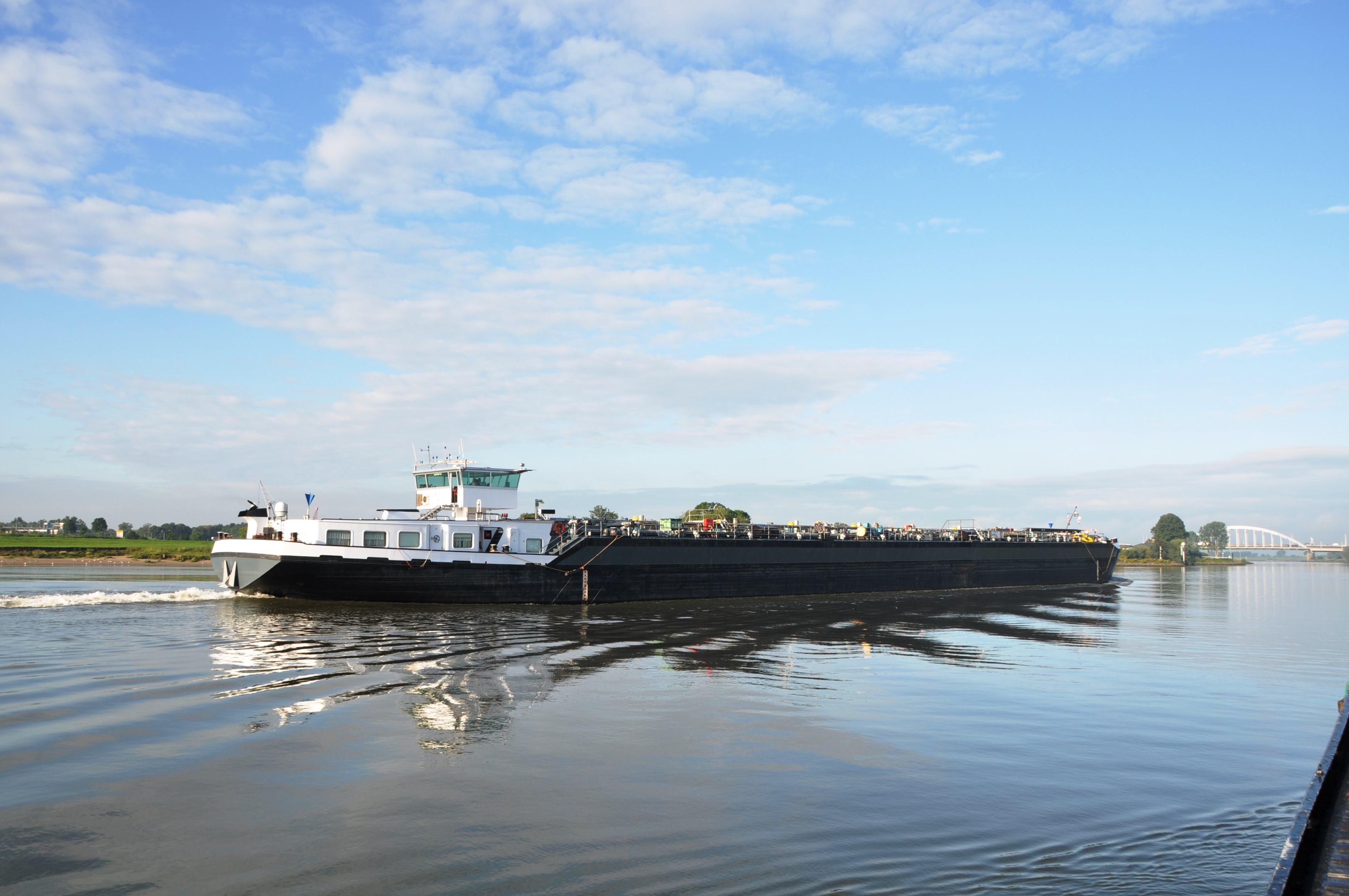
Het schip in juli 2011, onder de naam Alberdina